# Episodi di American Dad! (nona stagione)
La nona stagione di American Dad! è stata trasmessa negli Stati Uniti dal 30 settembre 2012 al 12 maggio 2013 sull'emittente Fox.
In Italia, la stagione è stata trasmessa dall'11 settembre 2013 al 2 febbraio 2014 su Italia 2.
| N° | Codice di produzione | Titolo italiano                   | Titolo originale                                                       | Prima TV USA      | Prima TV Italia   |
| -- | -------------------- | --------------------------------- | ---------------------------------------------------------------------- | ----------------- | ----------------- |
| 1  | 7AJN03               | Amore stile American Dad          | Love, AD Style                                                         | 30 settembre 2012 | 11 settembre 2013 |
| 2  | 7AJN05               | Vacanze assassine                 | Killer Vacation                                                        | 7 ottobre 2012    | 18 settembre 2013 |
| 3  | 7AJN08               | Posso essere Frank con te?        | Can I Be Frank (With You)                                              | 4 novembre 2012   | 25 settembre 2013 |
| 4  | 7AJN10               | Patrigno americano                | American Stepdad                                                       | 18 novembre 2012  | 2 ottobre 2013    |
| 5  | 7AJN06               | Perché non possiamo essere amici? | Why Can't We Be Friends?                                               | 2 dicembre 2012   | 6 ottobre 2013    |
| 6  | 7AJN09               | Hayley la babysitter              | Ad-Ventures in Hayleysitting                                           | 9 dicembre 2012   | 13 ottobre 2013   |
| 7  | 7AJN04               | Il pozzo dei desideri             | National Treasure 4: Baby Franny: She's Doing Well: The Hole Story     | 23 dicembre 2012  | 20 ottobre 2013   |
| 8  | 7AJN07               | Vizi di famiglia                  | Finger Lenting Good                                                    | 6 gennaio 2013    | 27 ottobre 2013   |
| 9  | 7AJN11               | Roger e il mondo del lavoro       | The Adventures of Twill Ongenbone and His Boy Jabari                   | 13 gennaio 2013   | 3 novembre 2013   |
| 10 | 7AJN15               | Il sangue grida fino al cielo     | Blood Crieth Unto Heaven                                               | 27 gennaio 2013   | 10 novembre 2013  |
| 11 | 7AJN17               | Max Jets                          | Max Jets                                                               | 10 febbraio 2013  | 17 novembre 2013  |
| 12 | 7AJN12               | La nuda verità                    | Naked to the Limit, One More Time                                      | 17 febbraio 2013  | 24 novembre 2013  |
| 13 | 7AJN22               | Solo per i tuoi occhi neri        | For Black Eyes Only                                                    | 10 marzo 2013     | 1º dicembre 2013  |
| 14 | 7AJN13               | La gara di spelling               | Spelling Bee My Baby                                                   | 24 marzo 2013     | 8 dicembre 2013   |
| 15 | 7AJN16               | Il capriccio smarrito             | The Missing Kink                                                       | 14 aprile 2013    | 15 dicembre 2013  |
| 16 | 7AJN14               | Il marito ideale                  | The Boring Identity                                                    | 21 aprile 2013    | 22 dicembre 2013  |
| 17 | 7AJN18               | Azzeramento cognitivo             | The Full Cognitive Redaction of Avery Bullock by the Coward Stan Smith | 28 aprile 2013    | 29 dicembre 2013  |
| 18 | 7AJN20               | Perduto nello spazio              | Lost in Space                                                          | 5 maggio 2013     | 26 gennaio 2014   |
| 19 | 7AJN21               | Il corpo di Klaus                 | Da Flippity Flop                                                       | 12 maggio 2013    | 2 febbraio 2014   |

## Amore stile American Dad
- Sceneggiatura: Erik Durbin
- Regia: Josue Cervantes
- Messa in onda originale: 30 settembre 2012
- Messa in onda italiana: 11 settembre 2013

Roger apre un lounge bar in soffitta e scrittura Hayley come cantante, se ne innamora e finisce per rapirla. Ma quando lei gli dice che non può essere innamorata di lui perché lei è sposata, diventa violento con il marito Jeff.
Nel frattempo, Stan, ancora una volta, cerca di dimostrare la sua virilità negoziando a buon prezzo il suo SUV che vuole cercare di vendere.

## Vacanze assassine
- Sceneggiatura: Rick Wiener, Kenny Schwartz
- Regia: Rodney Clouden
- Messa in onda originale: 7 ottobre 2012
- Messa in onda italiana: 18 settembre 2013

Finalmente gli Smith si fanno una vacanza su un'isola tropicale e Stan promette a sua moglie di non lavorare in vacanza, ma gli arriva subito l'ordine della CIA di eliminare un responsabile del villaggio vacanze.
Nel frattempo, Jeff e Hayley cercano l'intesa sessuale perduta, Roger importuna i vacanzieri fingendosi una vecchietta da poco rimasta vedova e Steve fa amicizia con un nuovo amico che lo porterà nella spiaggia per nudisti.

## Posso essere Frank con te?
- Sceneggiatura: Judah Miller
- Regia: Pam Cooke, Valerie Fletcher
- Messa in onda originale: 4 novembre 2012
- Messa in onda italiana: 25 settembre 2013

Stan passa più tempo al club esclusivo della CIA L'angolo del relax che insieme a sua moglie. Così Francine, grazie ad un costume fatto da Roger, si finge un uomo per entrare nel club e passare più tempo con Stan. Francine racconta di chiamarsi Frank e di essere un agente della CIA che viene da Chicago. Ma il capo Avery Bullock non si fida e, fatta una telefonata ai servizi segreti per levarsi qualsiasi dubbio sulla falsa identità del nuovo arrivato, ordina proprio a Stan di uccidere Frank.
Steve insieme a Snot, Barry e Toshi suonano nella banda musicale chiamata Boy Bam. Lo zio di Snot li reputa molto bravi e li invita ad aggregarsi in un nuovo gruppo: i B12. Subito girano il primo videoclip che non uscirà mai sul mercato, dato che lo zio di Snot si suicida perché riceve una telefonata in cui gli viene detto che si sono formati i B13, una nuova band più entusiasmante dei B12.

## Patrigno americano
- Sceneggiatura: Jordan Blum, Parker Deay
- Regia: Shawn Murray
- Messa in onda originale: 18 novembre 2012
- Messa in onda italiana: 2 ottobre 2013

Hercules, il marito della madre di Stan, muore, quindi Stan la invita a vivere a casa sua. In questo modo sua madre Betty conosce Roger e, credendolo una persona, decide di sposarlo, così Stan diventa il figliastro di Roger. Inizialmente il rapporto tra Roger e Stan è freddo, ma poi tra di loro nasce una grande intesa.
In un aereo precipitato, Steve, Snot, Barry e Toshi trovano il copione di Fast & Furious 7 e lo leggono. Ma il copione è pieno di scene dettagliate di sesso gay che, secondo Steve, Snot, Barry e Toshi, sarebbero inadatte al film. Così eliminano le scene erotiche e volano ad Hollywood per la realizzazione del film. Ma sarà proprio il produttore a richiedere le scene di sesso.

## Perché non possiamo essere amici?
- Sceneggiatura: Jonathan Fener
- Regia: Jansen Yee
- Messa in onda originale: 2 dicembre 2012
- Messa in onda italiana: 6 ottobre 2013

A Stan non va giù che suo figlio passi tanto tempo con Snot a causa dell'amicizia infantile che li lega, perciò decide di separarli: organizza un finto omicidio a cui fa assistere Snot e, per proteggerlo da eventuali vendette, lo nasconde in un'altra città. Ma tra i due nasce una grande amicizia tanto infantile quanto quella precedente. Steve soffre molto il distacco e casualmente trova nel cassetto della scrivania del padre tutte le lettere che aveva spedito a Snot, ma che quest'ultimo non aveva mai ricevuto perché Stan non gliele aveva consegnate. Hayley racconta a Steve la vertità: in realtà il padre ha nascosto Snot per proteggerlo da un finto omicidio, come aveva fatto in passato con uno dei fidanzati della figlia.
Jeff, in cambio di soldi, fa dei lavoretti in casa per Roger. Finita la giornata di lavoro, il ragazzo torna in camera di Hayley. Ma nel corridoio viene sempre assalito da Roger travestito da un ladro che gli ruba i soldi e lo maltratta.

## Hayley la babysitter
- Sceneggiatura: Matt Fusfeld, Alex Cuthbertson
- Regia: Tim Parsons, Jennifer Graves
- Messa in onda originale: 9 dicembre 2012
- Messa in onda italiana: 13 ottobre 2013

La babysitter di Steve si rompe una gamba, finisce in ospedale e non può badare al ragazzo. Così Hayley si propone per sostituire la babysitter, ma Stan e Francine la reputano immatura e sono convinti che non potrà mai cavarsela. Ma, siccome non c'è un sostituto, sono costretti a lasciare ad Hayley la custodia del fratello. Steve si reputa un ragazzo trasgressivo, dato che quella sera ha invitato Snot, Barry e Toshi a casa sua per cena, ma Hayley gli fa capire che non è il ragazzo disubbidiente che si crede. Steve se ne rende conto, così scappa di casa insieme ai suoi amici per partecipare ad una festa. Hayley e Jeff li inseguono, ma proprio alla festa lei si ubriaca e lui si droga.
Stan e Francine vanno a uno spettacolo di cavalli, accompagnati in carrozza dal cocchiere Roger. Ma per fare veloce, vanno in autostrada e fanno un incidente scontrandosi con un camion.

## Il pozzo dei desideri
- Sceneggiatura: Judah Miller
- Regia: Pam Cooke, Valerie Fletcher
- Messa in onda originale: 23 dicembre 2012
- Messa in onda italiana: 20 ottobre 2013

Nel loro nuovo talk-show, Greg e Terry parlano del 35º anniversario del salvataggio della "bambina del pozzo", cioè Francine. Steve ed Hayley scoprono così che la loro madre da piccola cadde in un pozzo per poi essere salvata da un coraggioso pompiere. Siccome Francine non ha mai parlato di ciò e non ha intenzione di farlo, con l'imbroglio, i figli la portano alla trasmissione dove le chiedono cosa ne ha fatto della sua vita che è stata salvata. La donna ci riflette e inizia a sentirsi in colpa per aver sprecato la sua vita, mentre il pompiere che l'ha salvata dal pozzo è morto per salvarla. Inizialmente non risponde alla domanda di Greg e Terry e si prende una settimana di tempo per rispondere. Allo scadere della settimana Francine viene intervistata, ma siccome non sa rispondere, decide di ributtarsi nel pozzo per evitare la scomoda domanda. In fondo al pozzo, trova il pompiere che l'aveva salvata 35 anni fa e che non era mai morto. Francine lo riporta in superficie. Ma si accorgerà che non è stata una buona idea.
Stan e Roger entrano in affari con il papà di Toshi, il signor Hideki Yoshida, per inventare e commercializzare un nuovissimo modello di scarpe sexy per spogliarellisti maschi.

## Vizi di famiglia
- Sceneggiatura: Murray Miller
- Regia: Chris Bennett
- Messa in onda originale: 6 gennaio 2013
- Messa in onda italiana: 27 ottobre 2013

La famiglia Smith si autoaccusa di non saper mantenere una promessa e ogni componente della famiglia approfitta della Quaresima per prendere un impegno: Stan non dovrà più urlare quando si arrabbia, Francine dovrà smettere di fumare, Hayley non dovrà più mangiare cibo spazzatura, Steve dovrà finirla di piangere per ogni minima cosa triste e Jeff dovrà smettere di abbracciare tutti. Stan, Francine, Hayley, Steve e Jeff accettano la sfida e, per festeggiare, il giorno prima partecipano alla festa del Martedì grasso organizzata da Roger. Ma durante la festa, il capo di Stan, Bullock, approfitta della loro instabilità alcolica per farsi firmare un contratto in base al quale verrà tagliato un dito al primo che trasgredisce. Inizierà una lotta a chi per primo non rispetterà il suo impegno. Tutti i componenti si mettono d'accordo e mandano in depressione Francine, la quale ricomincia a fumare. È così costretta a farsi tagliare il dito da Bullock, ma un momento prima che la lama tagli il dito della donna, tutti i componenti della famiglia riconoscono di essere stati scorretti e si offrono per farsi tagliare il loro dito al posto di quello di Francine. Bullock accetta il buon gesto, facendo notare la grande solidarietà all'interno della famiglia e decide di non tagliare nessun dito a nessuno.
Sempre la sera della festa del Martedì Grasso, Roger si innamora di una ragazza, ma a causa della sua instabilità alcolica il giorno dopo non ricorda niente di lei. Assieme a Klaus ricercherà disperatamente la sua amata, che alla fine si scopre essere una mucca.

## Roger e il mondo del lavoro
- Sceneggiatura: Brian Boyle
- Regia: Josue Cervantes
- Messa in onda originale: 13 gennaio 2013
- Messa in onda italiana: 3 novembre 2013

Roger si lamenta perché nessuno è venuto ad assistere alla sua cerimonia di laurea, ma Francine gli fa capire che tutti i trofei e le medaglie che riceve, se le è conquistate con l'inganno. Cerca di insegnargli il valore del lavoro, facendogli capire che le cose bisogna conquistarsele con l'impegno. Lo fa partecipare a una maratona di corsa dopo una lunga preparazione agonistica. Ma durante la gara Roger finge di cadere per farsi accompagnare con la macchina al traguardo e tagliare la fine della corsa. Viene comunque premiato come vincitore, ma perde la fiducia di Francine quando scopre che la preparazione agonistica era una farsa, dato che invece di andare a correre per allenarsi, passava tutto il pomeriggio a dormire in un cantiere. A quel punto Roger studia seriamente archeologia e, durante degli scavi in un'area archeologica, scopre un'antica tribù. Entusiasta corre da Francine e la porta a farle vedere il sito, dove entrano in contatto con la tribù, assistendo ai loro balli, mangiando il loro cibo e passando del tempo con loro. Ma ciò che Francine non sa è che anche questa scoperta è una bufala e i componenti della falsa tribù sono tutti degli attori ingaggiati da Roger. Quando Francine lo scopre, Roger svela che è tutto finto e lei si chiede come abbia fatto a organizzare tutto nei minimi dettagli. Roger, in lacrime per aver deluso per l'ennesima volta Francine, le spiega che la preparazione è stata molto lunga: dopo lunghe audizioni per scegliere gli attori della tribù e dettagliate coreografie per fingere i balli tradizionali della civiltà è riuscito a mettere in scena la farsa. Francine resta entusiasta per la lunga preparazione e decide di premiare comunque Roger per l'impegno dimostrato nella realizzazione della farsa.
Steve deve svolgere un compito per scuola facendo delle domande al padre sul suo lavoro e sul suo passato. Così intervista Stan, ma a ogni domanda che gli pone capisce quanto sia terribile e deprimente la sua vita, fatta solo di sesso con la moglie e omicidi per lavoro.

## Il sangue grida fino al cielo
- Sceneggiatura: Brian Boyle
- Regia: Joe Daniello
- Messa in onda originale: 27 gennaio 2013
- Messa in onda italiana: 10 novembre 2013

In questa parodia del vincitore del Premio Pulitzer dello spettacolo teatrale August: Osage County, i personaggi della serie partecipano ad uno spettacolo teatrale nel quale Francine organizza una festa di compleanno per Stan con la collaborazione di tutti i loro amici. Ma la festa riporta a Stan brutti ricordi di quando suo padre lo ha abbandonato. Infatti il padre scappò proprio in occasione del suo ottavo compleanno, non tornando mai più. Francine aveva invitato alla festa pure il padre, che aveva ottenuto l'eccezionale permesso di uscire dal carcere solo per questa occasione. Stan continua il suo racconto, capendo che la colpa non era del padre che se ne era andato, ma che sarebbe stata invece della madre, la quale, secondo i ricordi di Stan, tradiva il marito con il clown della festa. Quando racconta ciò al padre, quest'ultimo gli fa capire che il clown della festa era in realtà lui travestito, che non ne ha potuto pagare uno vero per il prezzo troppo elevato, e che quindi in quell'occasione la madre stava semplicemente facendo l'amore con il proprio marito. Sempre con i vestiti da clown il padre si travestiva per andare a rubare in città. La colpa della scomparsa del padre sarebbe quindi solo di Stan, il quale aveva invitato alla festa un poliziotto che, riconosciuto il clown criminale, cioè il padre di Stan, lo aveva portato in galera. Assalito dai sensi di colpa, Stan prende la pistola che Steve gli aveva regalato per il compleanno e si uccide.
Nel frattempo Roger travestito da una cameriera di nome Edna si innamora di Avery Bullock e, ubriachi, fanno l'amore in cantina. Ma lì l'alieno accudisce in segreto un bambino, figlio di Hayley e dello stesso Bullock. Quando quest'ultimo lo scopre, corre subito da Hayley chiedendole spiegazioni. La ragazza aveva finto di abortire, ma siccome Bullock acconsente a tenere il figlio, corrono in cantina per riprenderlo. Ma è troppo tardi, perché Roger l'ha ucciso col desiderio di vivere con Avery Bullock.

## Max Jets
- Sceneggiatura: Keith Heisler
- Regia: Tim Parsons, Jennifer Graves
- Messa in onda originale: 10 febbraio 2013
- Messa in onda italiana: 17 novembre 2013

La famiglia Smith vanno al ristorante, ma devono stare molto attenti a quello che ordinano, perché iniziano ad avere problemi economici e Stan annuncia che sono sull'orlo della bancarotta. Ma Roger dà loro una buona notizia: sta per uscire di prigione Max Jets (che in realtà è uno dei travestimenti di Roger), il riccone che ricopre di denaro la famiglia Smith. Per ottenere sempre più soldi, gli Smith fanno di tutto per compiacerlo. Fino a quando si fidanza con una cameriera, Gina, che evidentemente è disgustata da Max e vuole solo i suoi soldi. Quando poi decide di sposarla, cercano di ammazzarlo prima delle nozze, per evitare che lei si prenda metà dell'eredità o che lui cambi il testamento, ma gli Smith non riescono a ucciderlo. Il giorno delle nozze Gina mostra alla famiglia un accordo prematrimoniale, nel quale dichiarava rinunciare all'eredità alla morte di Roger. Gli Smith si ricredono sulla ragazza e si scusano per aver dubitato di lei. Il giorno stesso delle nozze, Max muore avvelenato dopo aver mangiato un pezzo della torta nuziale offertogli da Gina. Alla lettura del testamento, si scopre che Max aveva un figlio, Jerry (sempre Roger travestito), che anche questi si è fidanzato con Gina e che erano già in accordo per uccidere Max ed ereditare il suo patrimonio. Gli Smith si ritrovano nuovamente poveri allo stesso tavolo del ristorante, molto attenti a quello che ordinano da mangiare. Alla fine, Roger racconta l'ultima parte della storia: Gina ha ucciso anche Jerry. Quello che non rivela però, è come sia sopravvissuto lui alla morte di Max e di Jerry.

## La nuda verità
- Sceneggiatura: Keith Heisler
- Regia: Chris Bennett
- Messa in onda originale: 17 febbraio 2013
- Messa in onda italiana: 24 novembre 2013

Roger vuole girare per casa nudo, ma Stan lo sgrida, perché Jeff non sa che è un alieno. Se la CIA venisse a sapere che nascondono un alieno, tutta la famiglia sarebbe nei guai. Inoltre Jeff non riesce a tenere un segreto. Roger, però, trova una soluzione: dopo aver saputo da Hayley che Jeff aveva un amico immaginario, si finge nuovo amico immaginario di Jeff. La cosa funziona, fino a che Klaus, all'oscuro della finzione per cui tutti fingono di non vedere Roger, rovina tutto. Spetta a Stan prendere provvedimenti: uno dei due deve morire. Per non spargere sangue Roger ha un'idea: si farà venire a prendere dagli amici del suo pianeta, così nessuno dovrà morire. La navicella spaziale arriva dal pianeta di Roger, ma proprio nel momento in cui deve lasciare la terra, l'alieno spinge Jeff nel raggio aspiratore e si salva.
A scuola Steve viene preso in giro da tutti i suoi compagni perché non ha un sedere sviluppato. In suo aiuto arriva Francine che gli suggerisce di mettersi due fette di prosciutto nelle mutande, in modo da far risaltare i glutei. Il giorno dopo nei corridoi della scuola Steve si vanta del suo sviluppo in una sola nottata, ma Barry, sempre affamato e alla ricerca di cibo, fiuta le due fette di prosciutto, le sfila dalle mutande di Steve e comincia a mangiarle. Tutti gli alunni assistono alla scena e deridono nuovamente Steve. L'unica soluzione gli viene suggerita dal preside Lewis: mangiare molte ciambelle. Così Steve si reca in una pasticceria specializzata di donuts, ma a un certo punto scoppia un incendio. L'unico a uscirne vivo sarà Steve, poiché grazie al suo fisico snello riuscirà a uscire dalla porta della pasticceria ostruita dalle persone obese che tentavano di scappare. Dopo questo evento, il ragazzo decide di rinunciare a ingrassare.

## Solo per i tuoi occhi neri
- Sceneggiatura: Jonathan Fener
- Regia: Jansen Yee
- Messa in onda originale: 10 marzo 2013
- Messa in onda italiana: 1º dicembre 2013

In questa parodia dei film di James Bond, continua la storia di 007 in: Strappalacrime. Stan (James Bond) si è ritirato a vita privata dopo l'uccisione di sua moglie Sexpun (Francine) da parte di Black Villain (Lewis). Il capo (Bullock) lo rintraccia e lo richiama in servizio. La sua nuova missione è sconfiggere Black Villain che è riapparso in città. Ma per svolgere questo compito gli affiancano Strappalacrime (Roger), sopravvissuto alla caduta nella lava del vulcano ora rinchiuso in un carcere di massima sicurezza nell'isola di Pasqua. Black Villain ha un piano diabolico: far sciogliere la calotta polare artica con una montagna di fon e inondare il mondo, fino a casa sua a Detroit, per avere una residenza sul lungomare. Stan riesce a trovare Black Villain, ma viene catturato da lui e il clone di colore di Sexpun, con la collaborazione di Strappalacrime. Si riuscirà a liberare facendole fare una cosa che la sua Sexpun trovava irresistibile: succhiargli le dita dei piedi. In questo modo riesce a fermare Black Villain e il suo malefico tentativo di inondare il mondo, uccidendo per l'ennesima volta il traditore Strappalacrime.

## La gara di spelling
- Sceneggiatura: Lesley Wake Webster
- Regia: Rodney Clouden
- Messa in onda originale: 24 marzo 2013
- Messa in onda italiana: 8 dicembre 2013

Francine è disperata perché Hiko, la madre di Akiko e Toshi, sottopone i suoi figli a una disciplina ferrea fatta di tante attività extracurricolari e le dice che è per questo motivo che loro saranno ammessi ai migliori college del paese, al contrario di Steve. Allora Francine decide che è arrivato il momento di trovare in cosa eccella suo figlio. Quando sembra tutto senza speranza, per caso scopre che Steve sa compitare perfettamente. Lo iscrive quindi alla gara nazionale di compitazione, perché in caso di vittoria potrà avere accesso ai college migliori, come i figli di Hiko. Ma anche quest'ultima ha iscritto sua figlia Akiko alla stessa gara. Quando Akiko e Steve si fidanzano, la cosa si complica. Francine, allora, rapisce la ragazza e fa credere a Steve che lei non voglia più vederlo. Hiko trova la figlia, grazie all'aiuto della Yakuza e di suo zio, e la porta in tempo per gareggiare alle finali nazionali. Inizialmente Steve è arrabbiato con Akiko, ma quando capisce come stanno le cose, decide di lasciare alla ragazza la vittoria. La ragazza, commossa dal gesto ammirevole di Steve, ricambia il favore decidendo a sua volta di la sciare al ragazzo la vittoria. La gara di competizione sembrerà non avere mai fine.
Hayley cerca di superare il suo lutto per la perdita di Jeff. Roger e Stan la aiutano a passare rapidamente per i 5 stadi di elaborazione del lutto, perché hanno bisogno di un giudice di linea per la loro partita di badminton, dopo che Steve è stato prelevato dalla madre in cerca del suo talento nascosto.

## Il capriccio smarrito
- Sceneggiatura: Jeff Chiang, Eric Ziobrowski
- Regia: Pam Cooke, Valerie Fletcher
- Messa in onda originale: 14 aprile 2013
- Messa in onda italiana: 15 dicembre 2013

Dopo aver fatto l'amore con Francine, Stan è come sempre soddisfatto e ribadisce il fatto che per lui sono una coppia perfetta. Ma lei è un po' stufa della solita routine fatta della sola posizione del missionario e gli chiede se non voglia sperimentare qualcosa di nuovo. Stan è irremovibile perché è volere di Dio che l'unica posizione sessuale concessa a letto sia il missionario. Siccome Steve disobbedisce al padre, Stan lo sculaccia e così Francine scopre che le piace essere sculacciata. Decide di farsi punire da Stan al posto di Steve e ne inventa di ogni pur di essere sculacciata, all'insaputa del marito. Quando viene scoperta, Stan la porta in un bosco per purificarla dai suoi peccati. Intanto Roger fa capire a Stan che anche lui, come tutti gli uomini di questo mondo, ha un vizio e deve solo trovare il modo di esternarlo. Quando ciò accade, il marito torna nel bosco per riprendere Francine, la porta in camera da letto e comincia a soddisfare tutti i vizi tenuti dentro di sé fino a quel momento. L'esperimento va avanti per molto tempo e Francine non sa come fermare Stan, così anche Roger si butta nella camera da letto e entra in Stan, che viene ricoverato in ospedale.

## Il marito ideale
- Sceneggiatura: Erik Sommers
- Regia: Jansen Yee
- Messa in onda originale: 21 aprile 2013
- Messa in onda italiana: 22 dicembre 2013

Stan è in missione segreta con i suoi colleghi. Bullock, in volo, svela i dettagli: devono catturare il vero Osama bin Laden, che si cela dietro la falsa identità di direttore di un bar-ristorante. Nella missione, Stan si infortuna giocando a un videogioco e perde la memoria. Francine ne approfitta, poiché ha appena incontrato al supermercato una sua vecchia amica che si sta sposando ed è un po' imbarazzata del vero Stan: una persona rude ed egoista. Così Francine insegna allo Stan smemorato a essere sensibile e premuroso. Tutto sembra andare a buon fine, fino al matrimonio quando è Stan che molla Francine, perché non sopporta quanto sono diversi: ormai è gentile e premuroso e lei appare troppo rude agli occhi di lui. Francine trova allora un modo per fargli tornare la memoria: cantando Take care of business degli Status Quo.
A Steve servono 60 dollari per comprare una macchina che gli faccia la soda. Hayley si rifiuta di darglieli, così segue il consiglio di Roger: andrà a vendere i giornali porta a porta. All'edicola, si rivolge al capo (Roger travestito), il quale gli consente di cominciare a lavorare. Ma alla fine Roger non pagherà mai Steve e terrà per sé tutto il profitto.

## Azzeramento cognitivo
- Sceneggiatura: Erik Durbin
- Regia: Shawn Murray
- Messa in onda originale: 28 aprile 2013
- Messa in onda italiana: 29 dicembre 2013

Bullock ha deciso di nominare un suo protégé e sceglie Stan, che è emozionatissimo. Purtroppo, l'agente Crisp degli Affari Interni, gli dice che Bullock ultimamente ha dato segni di demenza senile, perciò bisogna procedere con la procedura di cancellazione della sua memoria. Stan si ribella e lo porta via con sé. Bullock gli racconta una storia su una cospirazione legata al cartello dei petrolieri e a un'invenzione, il convertitore di carburanti, capace di trasformare in carburanti tutti i liquidi di uso quotidiano, creata dal fratello di Kevin Costner, Dan. Bullock e Stan rubano il convertitore di carburanti da un negozio di animali e scappano con un sottomarino. A questo punto Stan si convince della demenza senile del suo capo e, deciso a ucciderlo, passa le ultime ore in sua compagnia. Verso la fine della giornata Stan spara un colpo al collo di Bullock. Ma quest'ultimo non è morto perché aveva un microchip che ha bloccato la pallottola in modo da non ucciderlo. Era proprio il microchip installato dagli Affari Interni che l'avevano reso pazzo e, facendo passare il suo disturbo dovuto al microchip per demenza senile, l'associazione aveva una buona scusa per ucciderlo.
A scuola, Steve ha un problema con un bullo, così si rivolge a Roger. L'alieno accetta di aiutarlo, ma anche con tutta la sua buona volontà, non riesce a salvarlo dagli atti di bullismo. 

## Perduto nello spazio
- Sceneggiatura: Mike Barker
- Regia: Chris Bennett
- Messa in onda originale: 5 maggio 2013
- Messa in onda italiana: 26 gennaio 2014

Jeff si ritrova sulla navicella della razza di Roger, dove lo fanno lavorare come schiavo. Scopre però che se riesce a dimostrare di essere stato separato dal vero amore dovranno riportarlo indietro, però fallisce la prova. Così scatena una rivoluzione sulla navicella in modo da poter fuggire e tornare sulla Terra da Hayley. Scopre però che esistono oltre 47.000 pianeti chiamati terra nello spazio, così si mette in viaggio per tornare a casa.

## Il corpo di Klaus
- Sceneggiatura: Matt Weitzman
- Regia: Rodney Clouden
- Messa in onda originale: 12 maggio 2013
- Messa in onda italiana:  2 febbraio 2014

Klaus scopre che finalmente hanno ritrovato il suo corpo, così chiede a Stan di ridarglielo. Però quando i due vanno alla C.I.A. per lo scambio qualcosa va storto. I due ragazzi che dovevano controllare il corpo usano il ghiaccio che tiene congelato il corpo per fare martini e il corpo si stava decomponendo. Klaus da tutta la colpa a Stan perché si rifiutava di portarlo dando il tempo al corpo di decomporsi così Klaus lo tramortisce e  scambia il suo cervello con quello di Stan e maltratta il suo corpo in tutti i modi possibili.
Alla fine Klaus decide di fare il salto che si preparava a fare per le olimpiadi invernali nonostante il salto rischiava di ucciderlo, alla fine Stan(usando il corpo di Klaus nonostante fosse mezzo decomposto)riesce a fermarlo ma farà lui il salto.